# Dampfdehnung
Dampfdehnung oder Dampfexpansion nennt man in der Thermodynamik die adiabate endliche Volumenvergrößerung eines hochgespannten (unter Überdruck stehenden) Dampfs bei gleichzeitiger Verringerung des Drucks.
Dieser Effekt kann beispielsweise zur Erzeugung von Arbeit in einer Dampfturbine oder einer Dampfmaschine genutzt werden. 
Die maximale verrichtete mechanische Arbeit beträgt {\displaystyle W=\int p\,\mathrm {d} V}
Im Dampfturbinenprozess wird die Volumenänderung des Dampfes in Strömungsenergie umgewandelt, welche die Turbinen-Laufräder des Aggregats in Drehung versetzt und somit mechanische Arbeit erzeugt.
Bei einer Kolben-Dampfmaschine wird durch die Dampfdehnung ein Kolben bewegt; die oszillierende Kolbenbewegung wird allgemein über die Kurbelwelle in eine Drehbewegung gewandelt und somit ebenfalls Arbeit erzeugt. 
Je höher die Eintrittsspannung des Dampfes und je tiefer die Endspannung beim Austritt aus dem Zylinder, umso größer ist bei einer Kolben-Dampfmaschine die theoretische Arbeit, die mit einer bestimmten Füllung geleistet werden kann. 
Bei einer einzylindrischen Dampfmaschine beträgt die Füllung – also das Verhältnis der eingeschobenen zur theoretisch möglichen maximalen Dampfmenge – im Allgemeinen nur etwa 30 %. Durch geeignete Steuerung von Schiebern beziehungsweise Ventilen wird sie so bemessen, dass Kondensation im Zylinder und Flächenschäden vermieden werden und zur Vermeidung von Verlusten der Dampfdruck am Ende des Arbeitstaktes möglichst auf den Umgebungsdruck abgebaut wird.

Wirkungsweise eines durch Dampf betriebenen Motors (rot = Hochdruck, gelb = Mitteldruck, blau = Niederdruck)

Bei leistungsfähigeren Kolbendampfmaschinen handelt es sich um Verbundmaschinen mit zweifacher oder dreifacher Expansion, Letztere bestehend aus Hoch-, Mittel- und Niederdruckteil. Dreifach-Expansion bedeutet also bei einer Dampfmaschine, dass der zugeführte hochgespannte Arbeitsdampf stufenweise dreimal entspannt und somit besser ausgenutzt wird. 
Es können höhere Dampfdrücke – allgemeinen zwischen 10 bar und 15 bar – und größere Füllungen realisiert und somit Leistung und Wirkungsgrad des Aggregats erheblich gesteigert werden.
Bei der mehrstufigen Dampfexpansion wird die teilexpandierte Dampfmenge, ggf. über Zwischenspeicher (sog. Aufnehmer bzw. Receiver), jeweils in den nächsten Zylinder geschoben. Um jeden Zylinder annähernd die gleiche Leistung zu entnehmen, ist entsprechend dem sinkenden Dampfdruck und anwachsendem Dampfvolumen eine erhebliche Vergrößerung des Zylinderdurchmessers erforderlich; das Produkt aus Kolbenfläche und Dampfdruck (= Kraft) ist in jedem Zylinder etwa gleich groß. Daraus ergeben sich Raumverhältnisse so, dass der Mitteldruck-Zylinder etwa dem 2,5-fachen, der Niederdruckzylinder dem etwa 6-fachen Inhalt des Hochdruckzylinders entspricht. 
Aus räumlichen Gründen, insbesondere auf Schiffen, ist deshalb die Anzahl der Zylinder meistens auf maximal drei begrenzt. Der restliche Dampfdruck kann danach immer noch bis 0,30 bar Überdruck betragen, der beispielsweise in einer nachgeschalteten Abdampfturbine noch genutzt werden kann.
Seit ca. 1880 war die Dreifach-Expansionsmaschine der Standardantrieb in der Handelsschifffahrt und sie blieb es bis in die 1930er-Jahre, wonach sie dann weitgehend von Verbrennungskraftmaschinen (Dieselmotoren) abgelöst wurde